# Don Xhoni
Don Xhoni (bürgerlich Xhonatan Isufi; * 8. April 2000 in Çikatova e Re,  Kosovo) ist ein kosovarischer Rapper und Sänger.

## Leben
Xhonatan Isufi wurde am 8. April 2000 in einem Vorort von Drenas geboren. Seine Rapperkarriere begann er im Alter von 18 Jahren. Im Jahr 2020 erlangte Isufi Prominenz, nachdem seine Single Make a Pose veröffentlicht worden und auf der Plattform TikTok viral gegangen ist. Im Oktober 2021 veröffentlichte Isufi seine nächste Single Trust Me, die den 13. Platz in den albanischen Charts belegte. Im darauffolgenden Monat folgte eine Zusammenarbeit mit der albanischen Rapperin Loredana.

## Privates
Isufi lebt heute in seinem Geburtsort in Drenas. Ein kleiner Teil seiner Familie lebt in Österreich.

## Diskografie

### Singles
| Jahr | Titel Interpreten                         | Höchstplatzierung, Gesamtwochen, AuszeichnungChartsChartplatzierungen (Jahr, Titel, Interpreten, Platzierungen, Wochen, Auszeichnungen, Anmerkungen) | Anmerkungen                         |
| Jahr | Titel Interpreten                         | CH | Anmerkungen                         |
| ---- | ----------------------------------------- | --- | ----------------------------------- |
| 2021 | Trust Me                                  | CH72 (1 Wo.)CH |                                     |
| 2021 | Gjuj per to Don Xhoni featuring Loredana  | CH36 (2 Wo.)CH |                                     |
| 2022 | Corazon Butrint Imeri featuring Don Xhoni | CH35 (6 Wo.)CH |                                     |
| 2022 | Katile                                    | CH38 (2 Wo.)CH |                                     |
| 2022 | Hala Don Xhoni featuring Era Istrefi      | CH25 (5 Wo.)CH |                                     |
| 2023 | Ike                                       | CH80 (1 Wo.)CH |                                     |
| 2024 | Lej Don Xhoni featuring Dhurata Dora      | CH12 (7 Wo.)CH |                                     |
| 2024 | Shoki                                     | CH62 (2 Wo.)CH |                                     |
| 2024 | Kokaina 2.0 Don Xhoni featuring Gzuz      | CH45 (4 Wo.)CH |                                     |
| 2025 | Don ti                                    | CH38 (3 Wo.)CH |                                     |
| 2025 | Ça Tha                                    | CH64 (1 Wo.)CH | Erstveröffentlichung: 17. Juli 2025 |

Weitere Lieder
- 2018: Jena me Ekip
- 2019: Ajo don
- 2020: Tjera Llafe
- 2020: Baby
- 2020: Cash Cash
- 2020: Alles gute Criminale
- 2020: Make a Pose
- 2020: Kokaina
- 2021: Maffia
- 2021: Une foli i fundit
- 2021: Deri kur
- 2022: Albaner
- 2022: Crypto
- 2023: Rruga
- 2023: A m’don